# 河內快速公交系統
河內快速公交系统（越南语：Xe buýt nhanh Hà Nội；英语：Hanoi BRT）是越南首都河內的公共交通運輸系統，旨在緩解這個城市人口快速增長而導致的交通擁堵問題，於2017年1月投入營運，目前有一條路綫啟用。
工程項目自2013年啟動，由世界銀行提供5千5百萬美元建造完成，原本預定在2015年完工，延至2016年年底進行系統行駛測試。根據目前的計劃，河內市將有8條快速公交線路和3條過渡路線。 第一條快速公交線路 -  BRT路線01：金馬 -  安義，長14.7公里，共設21個站。
河內BRT單程票價為7000越盾。交通部門表示BRT的設計是為了滿足當地居民的需求以及解決首都內過度壅塞的交通狀況。為確保系統順利運行，設計包括BRT的專用車道，並且規劃在尖峰時刻部分道路禁止車輛進入。

## 現有路线

### BRT路線01 (金馬Kim Mã -  安義Yên Nghĩa)

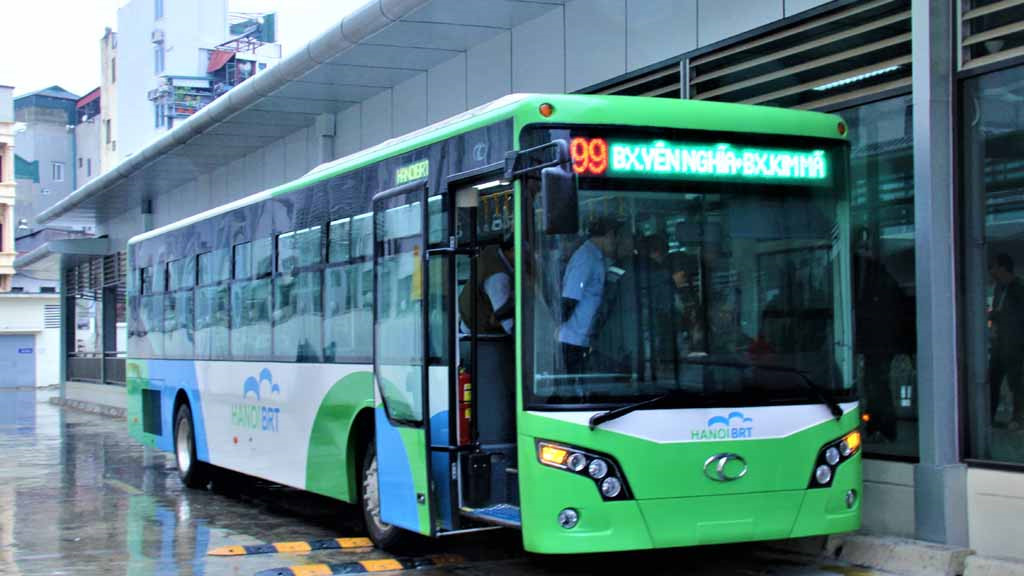
BRT巴士

- 行駛時間約45分鐘，每天早上5時至晚上10時服務，高峰時間5到15分鐘一班車。

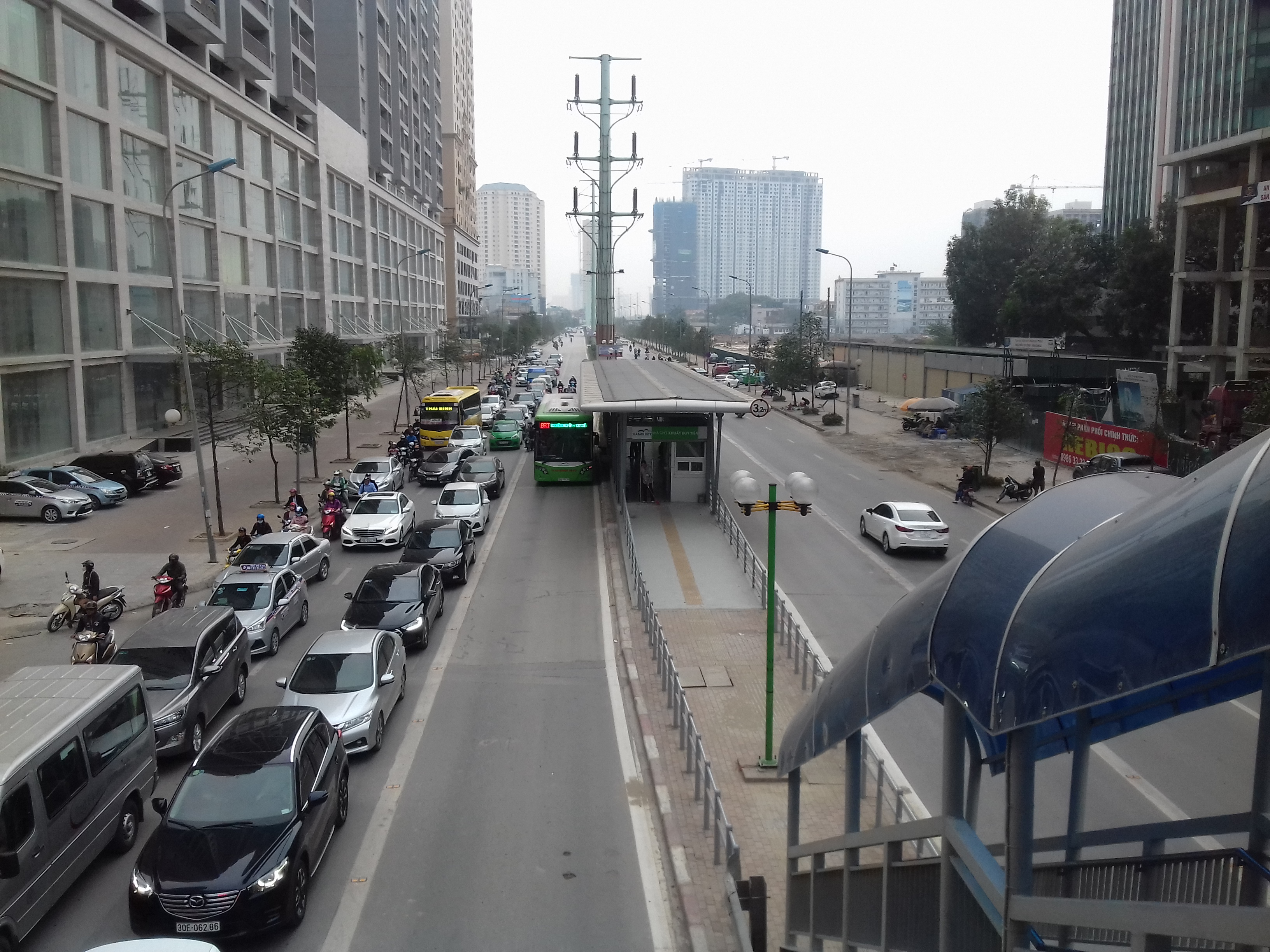
巴士站

車站：金馬 - 竹山 - 講武 - 成功 - 武玉潘 - 黄道翠 - 阮遵 - 屈唯進 - 梁世榮 - 中安 - 慕牢 - 萬福2 - 萬福1 - 萬福 - 文溪 - 安興 - 羅溪橋 - 公園城都市區 - 羅溪 - 文富 - 文羅 - 巴羅 - 安義